# Campeonato Africano das Nações de 1996
O Campeonato Africano das Nações de 1996 foi a 20ª edição do Campeonato Africano das Nações.
Ocorreu entre 13 de Janeiro a 3 de Fevereiro de 1996, na África do Sul. A Seleção Sul-Africana de Futebol venceu a Seleção Tunisina de Futebol na final.
A prova foi alargada a 16 selecções, divididas por quatro grupos, passando à fase de quartos-de-final as duas primeiras equipas de cada grupo. No entanto, na fase de grupos, a Seleção Nigeriana de Futebol desistiu da competição. Como consequência, foi impedida de participar da edição de 1998.

## Primeira fase

### Grupo A
| Equipa        | Pts | J | V | E | D | GM | GS |    |
| ------------- | --- | - | - | - | - | -- | -- | -- |
| África do Sul | 6   | 3 | 2 | 0 | 1 | 4  | 1  | +3 |
| Egito         | 6   | 3 | 2 | 0 | 1 | 4  | 3  | +1 |
| Camarões      | 4   | 3 | 1 | 1 | 1 | 5  | 7  | -2 |
| Angola        | 1   | 3 | 0 | 1 | 2 | 4  | 6  | -2 |

| Equipa 1      | Resultado | Equipa 2 |
| ------------- | --------- | -------- |
| África do Sul | 3 - 0     | Camarões |
| Angola        | 1 - 2     | Egito    |
| Camarões      | 2 - 1     | Egito    |
| África do Sul | 1 - 0     | Angola   |
| África do Sul | 0 - 1     | Egito    |
| Camarões      | 3 - 3     | Angola   |

### Grupo B
| Equipa         | Pts | J | V | E | D | GM | GS |    |
| -------------- | --- | - | - | - | - | -- | -- | -- |
| Zâmbia         | 7   | 3 | 2 | 1 | 0 | 9  | 1  | +8 |
| Argélia        | 7   | 3 | 2 | 1 | 0 | 4  | 1  | +3 |
| Serra Leoa     | 3   | 3 | 1 | 0 | 2 | 2  | 7  | -5 |
| Burquina Fasso | 0   | 3 | 0 | 0 | 3 | 3  | 9  | -6 |

| Equipa 1       | Resultado | Equipa 2       |
| -------------- | --------- | -------------- |
| Zâmbia         | 0 - 0     | Argélia        |
| Burquina Fasso | 1 - 2     | Serra Leoa     |
| Argélia        | 2 - 0     | Serra Leoa     |
| Zâmbia         | 5 - 1     | Burquina Fasso |
| Argélia        | 2 - 1     | Burquina Fasso |
| Zâmbia         | 4 - 0     | Serra Leoa     |

### Grupo C
| Equipa  | Pts | J | V | E | D | GM | GS |    |
| ------- | --- | - | - | - | - | -- | -- | -- |
| Gabão   | 3   | 3 | 2 | 1 | 1 | 3  | 2  | +1 |
| Zaire   | 3   | 3 | 2 | 1 | 1 | 2  | 2  | 0  |
| Libéria | 3   | 3 | 2 | 1 | 1 | 2  | 3  | -1 |
| Nigéria | 0   | 0 | 0 | 0 | 0 | 0  | 0  | 0  |

| Equipa 1 | Resultado | Equipa 2 |
| -------- | --------- | -------- |
| Gabão    | 1 - 2     | Libéria  |
| Zaire    | 0 - 2     | Gabão    |
| Zaire    | 2 - 0     | Libéria  |

### Grupo D
| Equipa          | Pts | J | V | E | D | GM | GS |    |
| --------------- | --- | - | - | - | - | -- | -- | -- |
| Gana            | 9   | 3 | 3 | 0 | 0 | 6  | 1  | +5 |
| Tunísia         | 4   | 3 | 1 | 1 | 1 | 5  | 4  | +1 |
| Costa do Marfim | 3   | 3 | 1 | 0 | 2 | 2  | 5  | -3 |
| Moçambique      | 1   | 3 | 0 | 1 | 3 | 1  | 4  | -3 |

| Equipa 1        | Resultado | Equipa 2   |
| --------------- | --------- | ---------- |
| Costa do Marfim | 0 - 2     | Gana       |
| Moçambique      | 1 - 1     | Tunísia    |
| Gana            | 2 - 1     | Tunísia    |
| Costa do Marfim | 1 - 0     | Moçambique |
| Costa do Marfim | 1 - 3     | Tunísia    |
| Gana            | 2 - 0     | Moçambique |

## Fase final
|  | Quartas de final | Quartas de final |               |        | Semifinais     | Semifinais     |  |  | Final | Final |
|  |                  |                  |               |        |                |                |  |  |       |       |
|  |                  |                  |               |        |                |                |  |  |       |       |
|  |                  |                  |               |        |                |                |  |  |       |       |
|  | África do Sul    | 2                |               |        |                |                |  |  |       |       |
|  | África do Sul    | 2                |               |        |                |                |  |  |       |       |
|  | Argélia          | 1                |               |        |                |                |  |  |       |       |
|  | Argélia          | 1                | África do Sul | 3      |                |                |  |  |       |       |
|  |                  |                  | África do Sul | 3      |                |                |  |  |       |       |
|  |                  | Gana             | 0             |        |                |                |  |  |       |       |
|  | Gana             | Gana             | 0             | 1      |                |                |  |  |       |       |
|  | Gana             |                  |               | 1      |                |                |  |  |       |       |
|  | Zaire            | 0                |               |        |                |                |  |  |       |       |
|  | Zaire            | 0                | África do Sul | 2      |                |                |  |  |       |       |
|  |                  |                  | África do Sul | 2      |                |                |  |  |       |       |
|  |                  | Tunísia          | 0             |        |                |                |  |  |       |       |
|  | Gabão            | Tunísia          | 0             | 1 (1)  |                |                |  |  |       |       |
|  | Gabão            |                  |               | 1 (1)  |                |                |  |  |       |       |
|  | Tunísia          | 1 (4)            |               |        |                |                |  |  |       |       |
|  | Tunísia          | 1 (4)            | Tunísia       | 4      | Terceiro lugar | Terceiro lugar |  |  |       |       |
|  |                  |                  | Tunísia       | 4      | Terceiro lugar | Terceiro lugar |  |  |       |       |
|  |                  | Zâmbia           | 2             |        |                |                |  |  |       |       |
|  | Egito            | Zâmbia           | 2             | 1      | Gana           | 0              |  |  |       |       |
|  | Egito            |                  |               | 1      | Gana           | 0              |  |  |       |       |
|  | Zâmbia           | 3                |               | Zâmbia | 1              |                |  |  |       |       |
|  | Zâmbia           | 3                |               |        | 1              |                |  |  |       |       |
|  |                  |                  |               |        |                |                |  |  |       |       |
|  |                  |                  |               |        |                |                |  |  |       |       |

## Campeão
| Campeonato Africano das Nações de 1996 |
| -------------------------------------- |
| ÁFRICA DO SUL Campeão (1º título)      |